# Seznam unixových démonů
Seznam unixových démonů, které můžeme najít v různých unixových operačních systémech. Většina unixových démonů končí typickým písmenem d (anglicky daemon).
| Proces          | Popis |
| --------------- | --- |
| init            | Program spouštějící všechny ostatní procesy |
| biod            | Vyřizuje žádosti protokolu NFS ve spolupráci s dálkovým nfsd při práci se vzdáleným klientem. |
| crond           | Časovatelný plánovač úloh, spouští práci na pozadí. |
| dhcpd           | Dynamická konfigurace protokolu TCP/IP informací pro klienty. |
| fingerd         | Poskytuje síťové rozhraní pro finger, používaný jako finger příkaz. |
| ftpd            | Služba FTP přístupu ze vzdálených systémů. |
| httpd           | Webový server démon. |
| inetd           | Naslouchá požadavkům připojení k síti. Je-li žádost přijata, může spustit na pozadí démona pro zpracovávat žádosti, pro tento případ byl známý jako super server. Některé systémy používají náhradní příkaz xinetd. |
| lpd             | line printer daemon spravuje zařazování tisku. |
| nfsd            | Zpracovává požadavky NFS klientských systémů. Historicky každý nfsd démon ovládal jednu žádost, takže bylo nutné spustit více kopií.                                                                                |
| ntpd            | Network Time Protocol démon, který řídí synchronizaci hodin v síti. xntpd implementuje verzi 3 standard NTP. |
| portmap/rpcbind | Poskytuje informace, aby ONC RPC klienti mohli kontaktovat ONC RPC servery |
| sshd            | Naslouchá secure shell požadavkům klientů. |
| sendmail        | nástroj elektronické pošty – SMTP démon. |
| swapper         | Kopíruje procesy do virtuální paměti, procesem Stránkování paměti za účelem získání více paměti pro Jádro (informatika). Také nazýván sched.                                                                        |
| syslogd         | Proces, který sbírá různé systémové zprávy. |
| syncd           | Pravidelně udržuje Souborový systém synchronizovaný se systémovou pamětí. |
| xfsd            | Slouží X11 font vzdáleným klientům. |
| vhand           | Zprávy stránek paměti pro použití jinými procesy. Také známý jako "stránky krádeže démona" |
| ypbind          | Najde server pro NIS domény a uloží informace do souboru. |